# 吉野鶏
吉野鶏は鶏料理の一つ。
鶏肉に葛粉（片栗粉でもよい）をまぶしてから茹でる。鶏を椀に盛り、茹でたにんじん、しいたけ、ミツバを周りに彩りよく配置し、出し汁をかけたもの。鶏のぷるぷるした食感が特徴である。葛粉を使うことから、産地として有名な吉野の名前がついた。

## 関連事項
- 吉野鶏めし